# Гарланд, Август Хилл
Август Хилл Гарланд (11 июня 1832, Ковингтон, Теннесси — 26 января 1899, Вашингтон) — американский юрист, политический и государственный деятель. Входил в состав Конгресса США, был 11-м губернатором штата Арканзас и 38-м генеральным прокурором США.

## Ранняя жизнь
Август Хилл Гарланд родилась 11 июня 1832 года в Ковингтоне, штат Теннесси в семье Руфуса и Барбары (Хилл) Гарланд. Его родители переехали в Лост-Прери в Арканзасе в 1833 году. В 1830 году его отец владел 13 рабами и магазином. Он умер, когда Август был ещё ребёнком. В 1836 году его мать вышла замуж за Томаса Хаббарда. Хаббард перевез семью в Вашингтон, штат Арканзас и они поселились в округе Хемпстед. Согласно переписи 1850 года он владел 5 рабами.
Гарланд учился в мужской академии Спринг-Хилл в период с 1838 по 1843 год. Также он учился в колледже Святой Марии в Ливане, штат Кентукки, и окончил колледж Святого Иосифа в Бардстауне, штат Кентукки в 1849 году.
После завершения обучения Гарланд преподавал в школе Браунстаун в Майн-Крик, но впоследствии вернулся в Вашингтон, чтобы изучать право у клерка округа Хемпстед Саймона Сандерса. Он женился на Саре Вирджинии Сандерс 14 июня 1853 года. В период брака у них родилось девять детей, однако только четверо из них дожили до совершеннолетия.

## Ранняя юридическая карьера
В 1853 году Гарланд начал свою юридическую практику вместе со своим отчимом. Впоследствии Гарленд переехал в Литл-Рок в июне 1856 года и стал юридическим партнером Эбенезера Камминса, бывшего сотрудника Альберта Пайка. Когда Камминс умер, Гарланд занялся его обширной практикой. В 1860 году он нанял немного более молодого поверенного Уильяма Рэндольфа. Гарланд владел тремя порабощенными женщинами по переписи 1860 года (две 27-летние девушки и 11-летняя девочка), тогда как его старший брат Руфус владел 9 рабами в округе Хемпстед, штат Арканзас.
Тем не менее, Август Гарланд представлял рабыню Эбби Гай в двух апелляциях в Верховном суде Арканзаса в 1857 и 1861 годах. В конечном итоге ему удалось выиграть ей свободу.
Гарланд стал одним из самых известных адвокатов Арканзаса и был принят в коллегию адвокатов Верховного суда США в 1860 году.

## Вступление в политику
Гарленд поддерживал партии вигов и партию коренных американцев 1850-х годах. На выборах президента 1860 года Гарланд был президентским выборщиком в коллегии выборщиков Арканзаса от партии Конституционного союза, которая голосовала за кандидатов партии: Джона Белла и Эдварда Эверетта.Гражданская война в США

## Гражданская война в США
Избрание республиканца Авраама Линкольна на пост президента США привело к выходу штатов глубокого Юга из Союза. Гарланд последовательно выступал против отделения и отстаивал неизменную лояльность Арканзаса Соединённым Штатам.
При этом его старший брат Руфус Гарланд (1830—1886) поднял пехотную роту Конфедерации («Хемпстед Хорнетс») и принял звание капитана. В свою очередь Август Гарланд был выбран в качестве представителя округа Пуласки на съезде отделения 1861 году в Литл-Роке, где он выразил свое несогласие с предложением об отделении. Однако после того, как Линкольн призвал 75000 солдат из Арканзаса, чтобы помочь подавить Конфедеративные Штаты, Гарланд неохотно поддержал отделение.
Гарланд был назначен во Временный Конгресс Конфедерации и избран в Палату представителей Конфедерации на 1-м конгрессе Конфедеративных Штатов в 1861 году, где он был членом комитетов по государственным землям, торговле и финансовой независимости, а также судебной власти. Он был переизбран в 1863 году, а в 1864 году был назначен в Сенат Конфедеративных Штатов для заполнения вакансии, вызванной смертью Чарльза Митчела. Как конгрессмен, он предпринимал усилия по созданию Верховного суда Конфедерации Штатов и при поддержке президента Джефферсона Дэвиса. Он вернулся в Арканзас в феврале 1865 года, когда стало ясно, что Конфедерация вот-вот проиграет, для того, чтобы облегчить возвращение своего штата в состав Союза.

## Послевоенный период
Вскоре после окончания Гражданской войны 15 июля 1865 года президент Эндрю Джонсон помиловал Гарланда. Тем не менее ему было запрещено возобновлять юридическую практику без принятия Железной клятвы, которую Конгресс Соединённых Штатов потребовал от всех правительственных и военных чиновников Конфедерации в рамках закона, принятого 24 января 1865 года. Однако Гарланд обратился в целях Верховный суд США в целях призанания, что его неконституционным. В итоге Верховный суд США признал закон неконституционным, что дало возможность бывшим правительственным чиновникам Конфедерации вернуться на должности в федеральной судебной системе.

### Политическая карьера
Законодатели Арканзаса избрали его в Сенат Соединённых Штатов на срок, начинающийся в 1867 году, но ему не разрешили занять это место, потому что Арканзас ещё не был повторно принят в состав Союза. Гарланд в 1869 году помог основать Южное историческое общество и собрал документы ветеранов Арканзасской Конфедерации. Возобновив юридическую практику, Гарланд наблюдал за политикой издалека. В 1872 году, когда Республиканская партия разделилась на три фракции, демократы Арканзаса обратились к Гарленду с просьбой помочь избрать демократов в законодательный орган штата и были рассмотрены для выдвижения Демократической партии в Сенат США.
Во время конфликта, известного как война Брукса-Бакстера, Гарланд стал главным стратегом губернатора Элиши Бакстера и некоторое время занимал пост государственного секретаря. Он был советником и исследователем конституции на следующем конституционном съезде штата. При сильной поддержке Демократической партии он был избран губернатором Арканзаса.

### Губернатор Арканзаса
После вступления в должность губернатора Гарланд столкнулся с рядом проблем, включая беспорядки в штате из-за угрожающих группировок, таких как Ку-клукс-клан, продолжающегося расследования Конгресса по конфликту Брукса-Бакстера и государственного долга в размере 17 миллионов долларов. С помощью реализации грамотной финансовой политика за два года его работы в должности долг был значительно снижен. Гарланд также был решительным сторонником улучшения системы образования. Он призвал законодательные органы учредить школы для слепых и глухих людей. Гарланд помог основать Арканзасский университет в Пайн-Блафф, что сделало образование более доступным для афроамериканцев. Под его руководством были созданы статистическое бюро Арканзаса и Бюро сельского хозяйства, а также горнодобывающей промышленности и производства Арканзаса.

### Сенат США
Гарланд успешно баллотировался в Сенат США в 1876 году, таким образом сменив республиканца Пауэлла Клейтона на посту сенатора. Избиратели переизбрали его также в 1883 году. В Сенате США он был членом следующих комитетов: по государственным землям, территориям, судебной власти, а также председателем комитета территорий на 46-м Конгрессе. Как сенатор, он приложил усилия для проведения тарифной реформы, обновления регулирования межгосударственной торговли и федеральной пенитенциарной системы, федеральной помощи образованию и реформы государственной службы.

### Генеральный прокурор США
Гарланд ушел из Сената в 1885 году после того, как был назначен на должность генерального прокурора США недавно избранным президентом Гровером Кливлендом. Таким образом Гарланд стал первым арканзанцем, получившим пост в кабинете министров. Вскоре после вступления в должность Гарланд оказалась втянутой в политический скандал. Во время работы в Сенате Гарланд стал акционером и поверенным Pan-Electric Telephone Company, которая была организована для создания региональных телефонных компаний с использованием оборудования, разработанного Дж. Харрисом Роджерсом. Другая телефонная компания Bell Telephone Company подала иск против Пан-Electric за нарушение патентных прав после того, как было обнаружено, что их оборудование было аналогично Белла. Гарланду было приказано подать иск от имени США о признании недействительным патента Bell, нарушив их монополию на телефонные технологии, но он отказался это сделать. Однако, пока Гарленд был в отпуске летом, генеральный солиситор Джон Гуд санкционировал иск.
Годовое расследование Конгресса и постоянное внимание общественности повлияли на его работу в качестве генерального прокурора, однако, несмотря на то, что ему приходилось работать под облаком подозрений, его поддержал президент Кливленд.

## Дальнейшая жизнь и смерть
Президент Кливленд проиграл переизбрание Бенджамину Харрисону на выборах 1888 года, и Гарланд покинул свой пост в конце срока Кливленда в 1889 году. Он возобновил юридическую практику в Вашингтоне, округ Колумбия, и опубликовал ряд книг, в том числе «Конституция как она есть» (1880), «Опыт в Верховном суде Соединённых Штатов, с некоторыми размышлениями и предложениями относительно этого трибунала» (1883 г.), «Трактат о Конституции и юрисдикции Суды Соединённых Штатов» (1898). 26 января 1899 года, обсуждая дело в Верховном суде, Гарланд перенес инсульт и через несколько часов скончался в Капитолии. Он был похоронен на кладбище Маунт-Холли в Литл-Роке, штат Арканзас.